# Каратайка
Карата́йка (нен. Харая) — посёлок в Заполярном районе Ненецкого автономного округа России, административный центр Юшарского сельсовета. Посёлок находится в пограничной зоне.

## История
Посёлок основан в 1934 году.

## Население
| 2002 | 2010 |
| ---- | ---- |
| 625  | ↘544 |

Численность населения посёлка, по данным Всероссийской переписи населения 2010 года, составляла 544 человека.

## География
Посёлок расположен на правом берегу реки Янгарей в 1,5 км от места её впадения в реку Коротаиха в 20 км от Хайпудырской губы Баренцева моря. Расстояние до административного центра Ненецкого автономного округа Нарьян-Мара — 370 км.

## Происхождение названия
Название посёлка происходит от реки Коротаиха, в переводе с ненецкого языка — извилистая река. Название может быть и русским, связаннымсо словом "коротать".

## Экономика
Основное занятие населения — оленеводство. База СПК «Дружба народов».

## Улицы
- Набережная (улица)
- Озерная (улица)
- Центральная (улица)

## Транспорт
Регулярные авиарейсы один раз в неделю из Нарьян-Мара на самолёте Ан-2 или на вертолёте Ми-8. Грузы доставляются морем в период навигации и гусеничным транспортом в зимний и летний период из Воркуты.

## Инфраструктура
Средняя общеобразовательная школа, интернат, амбулатория, детский сад, дом культуры, кафе, магазины, центральная котельная, электростанция.

## Сотовая связь
Оператор сотовой связи стандарта GSM: МТС.

## Радио
- 102,0 Север FM

## Телевидение
- Первый мультиплекс
- Второй мультиплекс